# Orano
Orano é uma empresa multinacional do ciclo de combustível nuclear com sede em Châtillon, Altos do Sena, França. A empresa está envolvida na mineração de urânio, enriquecimento de conversão, reciclagem de combustível irradiado, logística nuclear, desmontagem e atividades de engenharia de ciclo nuclear. Foi criada em 2017 como resultado da reestruturação e recapitalização do conglomerado nuclear Areva. Orano é propriedade majoritária do estado francês.

## Etimologia
O nome Orano é derivado de Ouranos, o deus grego, e refere-se ao urânio. O logotipo circular amarelo da empresa refere-se ao concentrado de urânio yellowcake e ao ciclo do combustível nuclear.

## História
A Orano remonta a 1976, quando, com base na divisão de produção da Comissão de Energias Alternativas e Energia Atômica da França (CEA), foi criada a Compagnie générale des matières nucléaires (COGEMA, agora Orano Cycle). Em 2001, a COGEMA foi fundida com a Framatome e CEA Industrie para formar a Areva.
Em 2016, devido a dificuldades financeiras, a Areva iniciou um processo de reestruturação. Como parte disso, foi criada uma nova empresa do ciclo do combustível, chamada de New Co ou New Areva. A nova empresa combinou as empresas Areva Mines, Areva NC, Areva Projects e Areva Business Support. Ela foi criada como uma subsidiária integral da Areva; no entanto, a Areva perdeu o controle sobre a empresa à medida que o governo francês investiu para recapitalizar a empresa. Em 23 de janeiro de 2018, a empresa mudou seu nome para Orano. Em fevereiro de 2018, a Japan Nuclear Fuel Limited e a Mitsubishi Heavy Industries adquiriram participações de 5% cada na empresa.
Em setembro de 2018, a Comissão Reguladora Nuclear dos Estados Unidos revogou a licença da Orano para construir a Eagle Rock Enrichment Facility, que seria construída em Bonneville County, Idaho. O projeto estava suspenso desde dezembro de 2011. Ao mesmo tempo, a Orano inaugurou a usina de conversão de urânio Philippe Coste na França.

## Operações
A Orano está envolvida em atividades de mineração de urânio, conversão e enriquecimento, reciclagem de combustível gasto, logística nuclear, desmontagem e engenharia do ciclo nuclear. Suas principais subsidiárias incluem a Orano Cycle, COGEMA e Areva NC, ativa em todas as etapas do ciclo de combustível nuclear; Orano Mining, ativa em atividades de mineração, incluindo exploração, extração e processamento de minério de urânio, Orano Med, que se concentra no desenvolvimento de terapias contra o câncer; Orano TN, que lida com o transporte de materiais nucleares; e Orano Projects, responsável pela engenharia do ciclo de combustível.

### Mineração
A Orano é a segunda maior produtora de urânio do mundo, com uma participação de 9% na produção global de urânio. A Orano opera locais de produção de urânio no Canadá, no Cazaquistão e no Níger (o monopólio foi prorrogado até 2040). No Canadá, suas operações incluem interesses na Mina de urânio de McClean Lake, Mina de Cigar Lake, Mina de McArthur River e Mina de Key Lake. No Cazaquistão, a Orano tem uma joint venture com a Kazatomprom chamada Katco. No Níger, a Orano opera duas minas perto de Arlit, no norte do Níger, e também está desenvolvendo o projeto Imouraren situado a 80 quilômetros (50 mi) de Arlit. Além disso, ela é proprietária da mina fechada Trekkopje na Namíbia, juntamente com a Planta de Dessalinização perto de Swakopmund. No Gabão, ela possui o local da antiga mina de urânio de Mounana, onde as atividades de mineração foram realizadas entre 1961 e 1999.

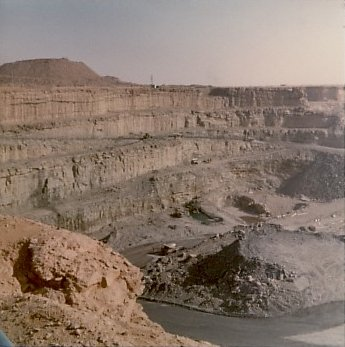
A mina a céu aberto de urânio em Arlit, Níger.

### Processamento
As operações de conversão e enriquecimento são realizadas nos locais de Malvési e Tricastin na França.

### Transporte e armazenamento
Serviços de transporte e armazenamento de material nuclear são fornecidos pela subsidiária Orano TN. Em 2017, foi lançado o NUHOMS Matrix, um sistema avançado de armazenamento de combustível nuclear usado em excesso, um sistema de alta densidade para armazenar múltiplas hastes de combustível gasto em cápsulas.

### Reciclagem
A Orano fornece atividades de reciclagem nuclear nos locais de La Hague e Melox na França.

### Engenharia
A Orano fornece serviços de engenharia do ciclo do combustível nuclear por meio de sua subsidiária Orano Projects. Seus locais de engenharia estão localizados em Equeurdreville, Saint-Quentin-en-Yvelines e Bagnols-sur-Cèze, na França. A subsidiária Orano Temis está envolvida em engenharia mecânica e fabrica equipamentos especiais relacionados ao ciclo do combustível nuclear, além de atender clientes externos nos setores aeroespacial e de defesa. Em pelo menos um caso, a Orano foi contratada para estudos de viabilidade.

### Medicina nuclear
A subsidiária Orano Med da Orano lida com a medicina nuclear, incluindo o desenvolvimento de terapias para combater o câncer. Ela possui laboratórios em Bessines-sur-Gartempe, França, e Plano, Texas, Estados Unidos.

## Ligações externos
[www.orano.group «Sítio oficial»] Verifique valor |url= (ajuda)